# Taça 12 de Novembro de 2015
A Taça 12 de Novembro de 2015 foi a 3ª edição oficial do torneio de futebol timorense. Foi organizada pela Federação de Futebol de Timor-Leste.
O campeão foi a equipa do FC Aitana, que bateu o Dili Institute of Technology Football Club (DIT FC) na final.

## Formato
O torneio utilizou o sistema de eliminatórias a uma mão, similar a outras competições do tipo taça nacional. Foi disputado por clubes da Primeira e da Segunda Divisão do Campeonato Timorense de Futebol. Todas as partidas foram realizadas no Estádio Municipal de Díli.

## Partida Final
A partida final foi realizada no Estádio Nacional de Timor-Leste, na capital Díli.
| 1 de agosto de 2015 | FC Aitana | 3 – 2 | DIT FC |  |
| 12:00 UTC+9         |           |       |        |  |

### Premiação
| Taça 12 de Novembro de 2015   |
| Timor-Leste                   |
| ----------------------------- |
| FC Aitana Campeão (1º título) |